# Sankta Helena, Ascension och Tristan da Cunha
Sankta Helena, Ascension och Tristan da Cunha (engelska: Saint Helena, Ascension and Tristan da Cunha) är ett brittiskt utomeuropeiskt territorium i södra Atlanten, bestående av Sankta Helena, Ascension och Tristan da Cunha. Det kallades tidigare Sankta Helena med avhängiga territorier (engelska: Saint Helena and Dependencies) fram till 1 september 2009, då en ny konstitution gav alla tre öar samma status inom territoriet.